# Алказар де Сан Хуан
Алказар де Сан Хуан (шп. Alcázar de San Juan) град је у Шпанији у аутономној заједници Кастиља-Ла Манча у покрајини Сијудад Реал. Према процени из 2017. у граду је живело 30 967 становника.

## Становништво
Према процени, у граду је 2017. живело 30 967 становника.
| 2017.  |
| ------ |
| 30.967 |